# Ron Mathewson
Pour les articles homonymes, voir Mathewson.
Rognvald Andrew Mathewson dit Ron Mathewson, né le 19 février 1944 à Lerwick aux Shetland et mort le 3 décembre 2020 à Londres, est un bassiste et contrebassiste de jazz écossais.

## Biographie
Né dans une famille de musiciens, Mathewson étudie le piano classique de ses huit à ses seize ans et commence à jouer de la basse à quinze ans.
En 1962, il joue en Allemagne dans un orchestre écossais de dixieland. Au début des années 1960, il joue à Londres dans de nombreux groupes de jazz et de rhythm and blues et devient membre du Clarke-Boland Big Band.
De 1966 à 1973, il est membre de l'orchestre de Tubby Hayes puis, à partir des années 1970, participe régulièrement aux concerts et enregistrements du groupe Nucleus et de Ronnie Scott.
En 1983, il est sur l'album de son ami Dick Morrissey, After Dark.
Il meurt début décembre 2020 à Londres des suites de la COVID-19.

## Discographie
Avec Tubby Hayes
- For Members Only (Live) (Miles Music)
- Mexican Green (Fontana)

Avec Philly Joe Jones
- Trailways Express (Black Lion, 1968 [1971])

Avec John Taylor
- Reverie (Vinyl Records)

Avec Gordon Beck
- Seven Steps to Evans avec Tony Oxley et Kenny Wheeler (MPS)
- All in the Morning (Jaguar)
- Jazz Trio avec Daniel Humair(Musica)
- Gordon Beck's Gyroscope: One, Two, Three....Go! (Jaguar)

Avec Ronnie Scott
- Live At Ronnie Scott's (CBS)
- Serious Gold (Pye)

Avec Phil Woods and His European Rhythm Machine
- Live at Montreux 72 (Les Disques Pierre Cardin)

Avec John Stevens (en)
- Blue (Culture Press)

Avec Kenny Clarke
- Rue Chaptal (MPS)

Avec Kenny Wheeler
- Song for Someone (Incus, 1973)

Avec Ian Carr
- Solar Plexus (Vertigo)

Avec le Spontaneous Music Ensemble
- The Source: From and Towards (Tangent)
- Live Big Band and Quartet (Vinyl)

Avec Stan Sulzmann
- On Loan with Gratitude (Mosaic)

Avec Ray Nance
- Huffin'n'Puffin' (1971)

Avec Charles Tolliver
- Impact (Enja, 1972)

Avec Rollercoaster :
- Wonderin' (1980)